# Церква святого Миколая (Дубляни)
Церква св. Миколая — чинна церква ПЦУ в селі Дубляни Рівненської області, пам'ятка архітектури місцевого значення. 

## Коротка історія
Як стверджують перекази, цій церкві звестися у 1848 році допоміг щасливий випадок. Річ у тім, що жителі міста Дубно написали «прошеніє» на ім'я царя Олександра II допомогти у будівництві місцевої святині. Однак, готуючи документи, писарі, вочевидь, поставили замість «Дубно» — «Дубляни». З казни було виділено певну суму. Коли дубенчани похопилися, гроші вже почали використовувати за призначенням.

## Опис
Споруда має ознаки типового храму єпархіального стилю, храм п'ятиверхий, бані мають грушоподібний вигляд. Головний вхід виконано у формі трьох арок, які розміщені у порядку зменшення у розмірі та впадають углиб стіни, чим утворюють своєрідний навіс над входом.
Вівтар має форму дещо видовженого прямокутника, східна стіна має гранчасте завершення.
Подвір'я церкви похиле, оточене масивним кам'яним муром.
Стіни церкви розписані зображеннями святих.

## Іконостас
Відомості про первісний іконостас поки відсутні. Основною цінністю церкви є унікальний іконостас.

## Священики
- Смага Ярослав Ігорович